# Adriana Lima
Adriana Lima, född 12 juni 1981 i Salvador i Bahia, är en brasiliansk fotomodell.

## Biografi
Lima upptäcktes när hon var 13 år. Ett år senare fick hon ett modellkontrakt med Elite Model Agency och flyttade då till New York. Hon slog igenom som modell för Victoria's Secret, och har även gjort reklam för bland andra Giorgio Armani, Victoria's Secret, Lancôme, Christian Dior, Dolce & Gabbana, Calvin Klein, Gucci, Burberry, Stella McCartney, Versace, Fendi, Hermès, Maybelline, Givenchy, Karl Lagerfeld och Guess?.
Limas modellkarriär startade när hennes kompis i skolan ville ställa upp i en modelltävling, men inte ensam, så Adriana ställde upp med henne. Båda två skickade in bilder och inom kort svarade tävlingssponsorerna och frågade om Adriana ville vara med. Hon var då 15 år. Tävlingen hette Supermodel of Brazil och Lima kom på första plats. 1996 ställde hon upp i tävlingen Supermodel of the world och slutade på en andra plats. Tre år senare flyttade Adriana till New York och skrev kontrakt med Elite model management. Hennes modellportfolio började växa så fort hon skrev kontraktet. Adriana blev runway model för Vogue och Marie Claire och gick på catwalken för designer som Vera Wang, Giorgio Armani, Valentino och många andra.
Lima fortsatte att bygga upp sin portfolio genom att göra mer fotoarbeten för Maybelline. 2003-2009 var Lima TV-modell. Samma år var hon med i Companys första kalender. Hon var också på många omslag av modemagasin som ELLE, Harper's Bazaar, GQ, Arena, Vogue och French Revue. Hennes omslag på GQ blev så populärt att den var den bäst säljande tidningen det året.
Lima är mest känd för att vara en av Victoria's Secrets Angels. 2008 var hon den fjärde bäst betalda supermodellen i världen.
Lima är sedan 2009 gift med den serbiske basketspelaren Marko Jarić. Paret har döttrarna Valentina (född 2009) och Sienna (född 2012).